# Edward i Krystyna
Edward i Krystyna (wł.: Eduardo e Cristina [eduˈardo e kriˈstiːna]) – opera seria Gioacchina Rossiniego – w dwóch aktach, do której libretto napisali Giovanni Frederico Schmidt, Andrea Leone Tottola i Gherardo Bevilacqua Aldobrandini, jej premiera miała miejsce w Wenecji 24 kwietnia 1819 roku.

## Historia
Niemal nazajutrz po premierze Hermiony (27 marca 1819) Rossini wyjechał z Neapolu do Wenecji, dokąd wzywał go kontrakt na napisanie kolejnej opery, dramatu muzycznego Eduardo e Cristina. Libretto Giovanniego Schmidta było już wykorzystane w 1810 roku przez Pavesiego do opery pod tym samym tytułem. Dla potrzeb Rossiniego opracował je ponownie Andrea Tottola, a ostatecznej redakcji dokonał Gerhardo Bevillacqua Aldobrandini. Rossini nie wysilał się zbytnio nad muzyką do nowej opery z 26 „numerów” 18 przeniósł z trzech poprzednich oper (4 z Ricciarda i Zoraidy, 5 z Hermiony i 9 z Adelajdy z Burgundii); zastosował też w szerokim zakresie recitativo secco. Impresario teatru San Benedetto chciał mieć operę na otwarcie sezonu wiosennego. Rossini zajęty pracą nad Hermioną, zwrócił mu lojalnie uwagę, że w zakreślonym terminie nie będzie w stanie napisać i przygotować całkiem nowej opery. Uzgodniono więc, że kompozytor może włączyć do utworu fragmenty swoich wcześniejszych oper, nieznanych w Wenecji, byle tylko nadawały się do sytuacji scenicznych nowego libretta.
Opera przyniosła Rossiniemu jeden z największych sukcesów w karierze. Premiera miała miejsce 24 kwietnia 1819 roku. Przedstawienie rozpoczęło się o ósmej wieczorem, a zakończyło o drugiej w nocy, gdyż prawie wszystkie numery musiały być bisowane. Wśród śpiewaków największe laury zbierała występująca w roli Krystyny, Rosa Morandi, ta sama, która 9 lat wcześniej przyczyniła się do sukcesu Weksla małżeńskiego. Według Stendhala pewien kupiec neapolitański, obecny na premierze, zaczął dopytywać swego sąsiada o powody, dla którego zmieniono libretto do znanej mu z Neapolu opery. Wiadomość rozeszła się błyskawicznie po teatrze w czasie antraktu. Wywołała jednak tylko rozbawienie publiczności, która poczytała librecistom za złe, że nie potrafili stworzyć tekstu lepiej odpowiadającego talentowi Rossiniego. Wskutek powodzenia utworu kompozytor pozostał w Wenecji dłużej, mniej więcej do 20 maja. Poza Wenecją Edward i Krystyna doczekał się niewielu wystawień i za każdym razem był znacznie przerabiany. W 1821 roku w Turynie w roli Edwarda wystąpiła Giuditta Pasta.

## Osoby i pierwsza obsada
| Rola                                           | Głos   | Premiera 27 marca 1819 (Pierwsza obsada) |
| ---------------------------------------------- | ------ | ---------------------------------------- |
| Krystyna, córka króla szwedzkiego              | sopran | Rosa Morandi                             |
| Edward, mąż Krystyny, dowódca wojsk szwedzkich | alt    | Carolina Cortesi                         |
| Karol, król Szwecji                            | tenor  | Eliodoro Bianchi                         |
| Jakub, książę Szkocji                          | bas    | Luciano Bianchi                          |
| Altei                                          | tenor  | Vincenzo Fracalini                       |

## Treść
Akcja opery rozgrywa się w Szwecji, za panowania któregoś z trzynastu szwedzkich Karolów. Dowódca wojsk szwedzkich, Edward poślubia potajemnie córkę króla Szwecji. Ojciec chce ją wydać za księcia Szkocji Jakuba. Edward i Krystyna postanawiają uciec wraz z synem Gustawem, który się w międzyczasie urodził. Król odkrywa istnienie potomka, a Edward przyznaje się do ojcostwa. Oboje: Edward i Krystyna trafiają do lochu. Tymczasem na Sztokholm uderzają wojska rosyjskie. Uwolniony z więzienia przez przyjaciela Edward dokonuje cudów męstwa w obronie ojczyzny, czym zasługuje sobie na wdzięczność teścia. Król uznaje małżeństwo córki.

## Nagranie
- Jara, Acosta, Dumitru, Gorny, pod dyr. Cortiego (Bongoiovanni 1997)[4]